# Museo Arqueológico de Lárnaca
El Museo Arqueológico de Lárnaca (en griego: Αρχαιολογικό Μουσείο Επαρχίας Λάρνακας) es un museo situado en la ciudad chipriota de Lárnaca que expone objetos procedentes de toda el área del distrito homónimo con interés arqueológico.  
Fue fundado en 1936 e inicialmente estuvo ubicado en dos estancias de la iglesia de Ayios Lazaros hasta que en 1948 se trasladó a un castillo del periodo otomano. En 1969 se trasladó al edificio actual que se amplió y reorganizó entre 1987 y 1988. En 2022 concluyó una actualización de la exposición permanente con los objetivos de modernizar el museo e introducir piezas halladas en las excavaciones más recientes.

## Colecciones
El museo alberga una serie de objetos arqueológicos del distrito de Lárnaca que permiten exponer la historia del área desde el Neolítico hasta la época romana.
El museo se divide en dos alas, una de ellas dedicada a los diferentes periodos prehistóricos (Neolítico, Calcolítico y la Edad del Bronce), que abarcan desde el IX milenio hasta el 1200 a. C. y la otra a los periodos históricos de Chipre (desde el geométrico hasta el romano, pasando por el arcaico, clásico y helenístico). En particular, la exposición de estos periodos se centra en la evolución de la antigua ciudad de Citio, que estuvo ubicada en el área de Lárnaca y llegó a tener una notable importancia. Entre las piezas arqueológicas conservadas se encuentran objetos funerarios y ofrendas votivas.
Por otra parte, el patio del museo alberga estatuas grandes y estelas funerarias, además de un molino de aceite de época romana.

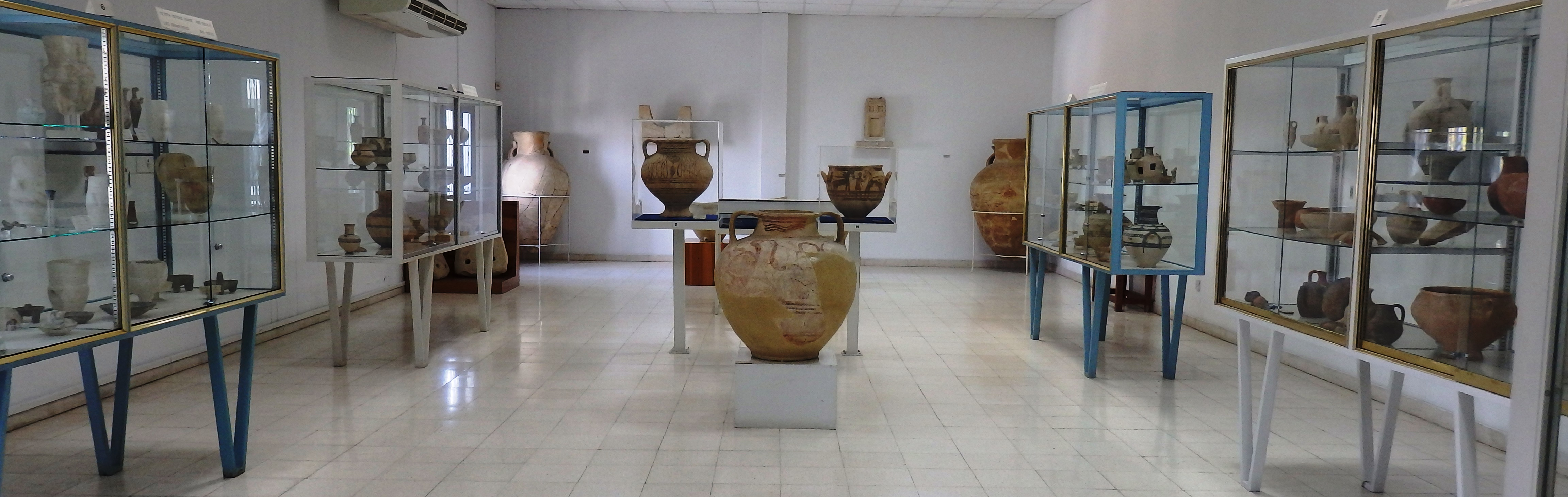
Un sector del museo en 2016